# Club de l’Entresol
Club de l’Entresol, (oder Mezzanine-Clubs) war ein 1724 gegründeter Gesprächskreis in Paris der bis 1731 bestand. Dessen Ziel bestand in der freien Diskussion politischer und wirtschaftlicher Fragen.

## Geschichte

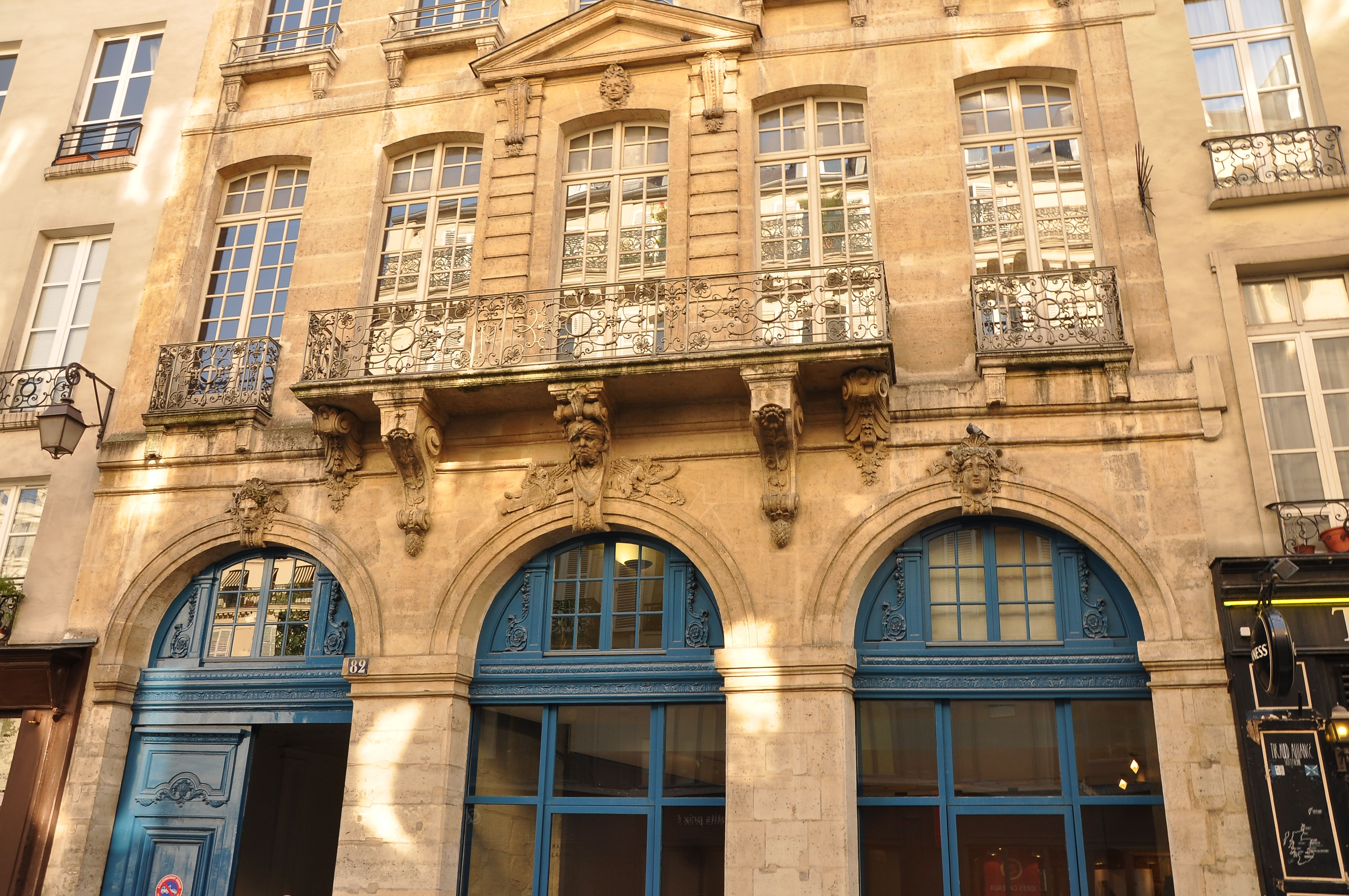
Eingangsbereich der N° 7 Place Vendôme

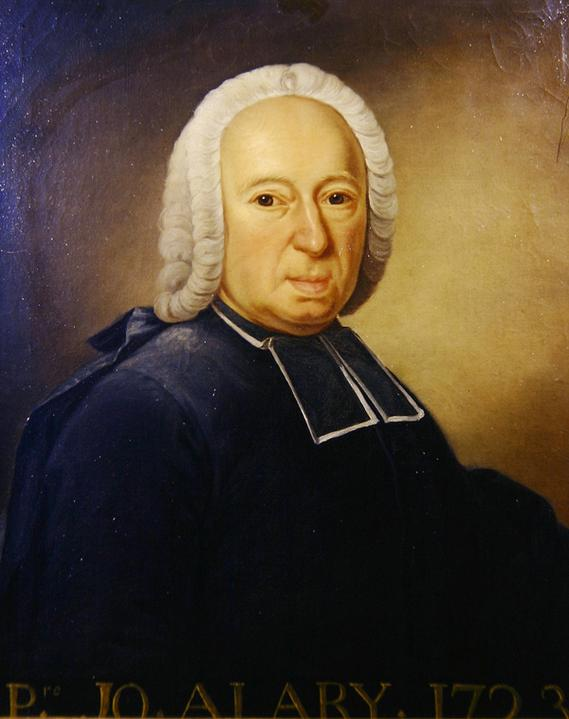
Pierre-Joseph Alary; Gemälde von Claude Pougin de Saint-Aubin (1730–1783) – Archives de l'Academie Francaise

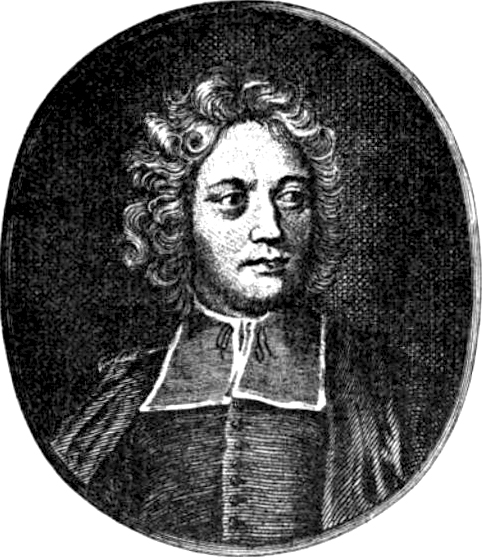
Charles Irénée Castel de Saint-Pierre

Der Club de l’Entresol (wörtlich übersetzt Klub im Zwischengeschoss oder Hochparterre) war ein Treff oder Salon, welcher von Pierre-Joseph Alary und Charles-Irénée Castel de Saint-Pierre (Abbé de Saint-Pierre) nach englischem Vorbild für eine freie Diskussion von politischen und wirtschaftlichen Fragen im Jahre 1724 gegründet worden war. Man traf sich samstäglich von siebzehn bis zwanzig Uhr in Räumlichkeiten des Hôtel de Créqui (jetzt Hôtel du Président Hénault de Cantorbe), N° 7 Place Vendôme, 1er arrondissement de Paris, in einer im Hochparterre gelegenen Wohnung des französischen Schriftstellers und Historikers Charles-Jean-François Hénault (1685–1770).
Charles-Irénée Castel de Saint-Pierre und wahrscheinlich auch die anderen Teilnehmer nutzen den Club um die eigenen Positionen und Vorstellungen in eine diskursive öffentliche Auseinandersetzung zu bringen. So wurden viele seiner Denkschriften und Abhandlungen über politische, edukative und moralphilosophische Themen im Kreise des Club de l’Entresol vorgestellt, so etwa Projet de Taille tarifée (1723), Mémoire pour diminuer le nombre des procès (1725) in welchem ein einheitliches französisches Recht gefordert wurde oder Oeuvres diverses (1733-1?41), Réflexions sur l'Anti machiavel (1740).
Aus der Perspektive von Abbé de Saint-Pierre stellte dieser Gesprächskreis in seiner Organisation, die Verwirklichung einer von ihm geforderten Académie politique dar, welche sich öffentlichkeitswirksam mit allgemeinen sozialpolitischen Fragen befassen sollte.
Die Treffen folgten einem festgelegten Zeitplan. So wurde die erste Stunde der Lesung von Auszügen aus Zeitungen und Publikationen gewidmet, dann Antworten auf noch offene Fragen der Vorwoche gesucht, später widmete man sich den politischen Kommentaren etwa von ehemaligen Botschaftern und ähnlichem mehr.
Jeder Teilnehmer war verantwortlich für ein Thema, das er zuvor ausgewählt hatte, und bearbeitete dieses für das nachfolgende Referat.

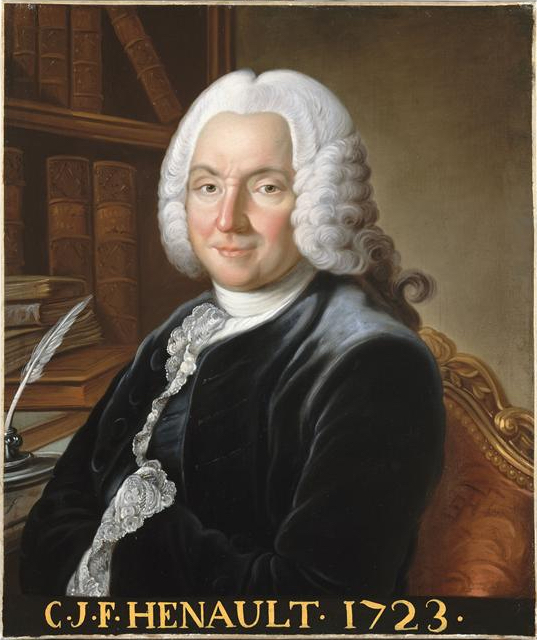
Porträt des Gastgebers Charles-Jean-François Hénault in seiner Wohnung im Hôtel de Créqui an der Pariser Place Vendôme

Die bis zu zwanzig Teilnehmer der losen Runde von waren bereit zum freien Meinungsaustausch und brachten sich zum Teil mit ihrem Expertenwissen ein.
Anfänglich, in den ersten Regierungsjahren von Ludwig XV., konnte relativ frei über politische und gesellschaftliche Fragen diskutiert werden. Mit zunehmender Aufmerksamkeit, die der Debattierclub in einflussreichen, dem Ancien Régime verpflichteten, Kreisen fand, folgte die Sanktion:
Als vermeintlich staatsgefährdende Inhalte in die Öffentlichkeit gelangten, ließ Ludwig XV., auch auf Druck von Kardinal Fleury, um das Jahr 1731 den Hort der Aufklärung schließen.